# Pholidobolus macbrydei
Pholidobolus macbrydei är en ödleart som beskrevs av  Montanucci 1973. Pholidobolus macbrydei ingår i släktet Pholidobolus och familjen Gymnophthalmidae. Inga underarter finns listade i Catalogue of Life.